# MM (musikmagasin)
 For alternative betydninger, se MM. (Se også artikler, som begynder med MM)
MM var et musiktidsskrift om jazz og rock, startet i 1968 af Jens Jørn Gjedsted som program for det eksperimenterende spillested "Jazz i Reprisen" i Reprise Teatret i Holte. Det hed først "Jazz i Reprisen", men efter kort tid blev det omdøbt til Jazz m.m. og derefter til slet og ret MM. Bladet udviklede sig, med skribenter som Dan Turèll, Torben Bille, Torben Ulrich, Ib Skovgaard, Ole Matthiessen, Kim Skotte og Bo Green Jensen, til at være det førende og toneangivende tidsskrift for rytmisk musik i Danmark. MM udkom sidste gang i 1989. Tidsskriftet er digitaliseret af Syddansk Universitetsbibliotek og Det Kongelige Bibliotek i samarbejde med Musikbibliotek.dk.

## Ekstern henvisning
- Det Virtuelle Musikbibliotek » MM (arkiveret version fra 18. oktober 2016)

| Anime eller manga | Spire Denne artikel om medie og kommunikation er en spire som bør udbygges. Du er velkommen til at hjælpe Wikipedia ved at udvide den. |

| Musik | Spire Denne musikartikel er en spire som bør udbygges. Du er velkommen til at hjælpe Wikipedia ved at udvide den. |